# August Gögler
August Gögler (* 10. Oktober 1890 in Straßburg; † 10. Mai 1968 in Stuttgart) war ein deutscher Verwaltungsjurist.

## Werdegang
Nach dem Abitur 1909 in Rottweil studierte Gögler Rechtswissenschaft an den Universitäten in Tübingen und Berlin. Seit 1910 war er Mitglied der katholischen Studentenverbindung AV Guestfalia Tübingen. Von 1914 bis 1918 nahm er am Ersten Weltkrieg teil. 1918 wurde er von der Universität Erlangen zum Dr. jur. promoviert.
Gögler trat 1921 in die württembergische Verwaltung ein und war zunächst bei der Landesversorgungsstelle tätig, bevor er von 1922 bis 1924 Amtmann in Maulbronn war. Anschließend war er von 1925 bis 1926 Regierungsrat im Ernährungsministerium. 1926 wechselte er zur Deutschen Rentenbank-Kreditanstalt, bei der er 1930 Abteilungsleiter und 1936 Direktor wurde.
1947 wurde er Abteilungsleiter im Staatsministerium Württemberg-Baden und 1948 zum Ministerialrat ernannt. Von 1949 bis 1952 war Gögler als Ministerialdirektor Bevollmächtigter des Landes Württemberg-Baden beim Bund. Nach der Gründung des Landes Baden-Württemberg 1952 wurde er in selber Position im Staatsministerium Baden-Württemberg dessen erster Bevollmächtigter beim Bund, wo er bis 1953 tätig war. 1956 trat er in den Ruhestand.